# Nilza Fischer de Mattos
Nilza Fischer de Mattos (Nacida en 1931) es una botánica brasileña

## Algunas publicaciones
- 1981. --. Considerações sobre a germinação das sementes de erva mate. En: Revista Lavoura Pecuária (año IV - N.º 15)
- 1983. --. Contribucao ao estudo da grapia apuleia leiocarpa. Instituto de Pesquisas de Recursos Naturais. Porto Alegre. 1983. 27 pp. Ed. IPRNR N.º 12

- La abreviatura «N.F.Mattos» se emplea para indicar a Nilza Fischer de Mattos como autoridad en la descripción y clasificación científica de los vegetales.[2]